# Regiunea Volînia
Volînia sau Lodomeria (în ucraineană Волинська область, transliterat: Volînska oblast) este o regiune din Ucraina. Capitala sa este orașul Luțk.

## Demografie
Componența lingvistică a regiunii Volînia
     Ucraineană (97,26%)
     Rusă (2,51%)
     Alte limbi (0,14%)
Conform recensământului din 2001, majoritatea populației regiunii Volînia era vorbitoare de ucraineană (97,26%), existând în minoritate și vorbitori de rusă (2,51%).